# Pirow
Pirow település Németországban, azon belül Brandenburgban. Lakosainak száma 418 fő (2023. december 31.).

## Népesség
A település népességének változása:
| Lakosok száma | 436  | 439  | 422  | 433  | 418  |
|               | 2017 | 2019 | 2021 | 2022 | 2023 |